# 아투스 슈완치스
아투스 마랑공 슈완치스(포르투갈어: Athos Marangon Schwantes, 1985년 2월 13일 ~ )는 브라질의 펜싱 선수로 주 종목은 에페이다. 2012년 하계 올림픽에서 그는 남자 에페 개인전에 참가하였다. 그러나, 그는 네덜란드의 바스 페르베일런에게 10-15로 패하며 32강에서 탈락하였다.